# 梅肯縣 (北卡羅萊納州)
梅肯縣（英語：Macon County）是美國北卡羅萊納州西南部的一個縣，南鄰喬治亞州。面積1,345平方公里。根据美國2000年人口普查，共有人口29,811人。縣治富蘭克林（Franklin）。
成立於1828年，以代表本州的眾議員、參議員的納瑟內爾·梅肯（Nathaniel Macon）命名。